# Teinobasis alluaudi
Teinobasis alluaudi är en trollsländeart som först beskrevs av Martin 1896.  Teinobasis alluaudi ingår i släktet Teinobasis och familjen dammflicksländor. IUCN kategoriserar arten globalt som sårbar. Inga underarter finns listade i Catalogue of Life.